# Cantó de Vignory
El cantó de Vignory és un cantó francès del departament de l'Alt Marne, situat al districte de Chaumont. Té 16 municipis i el cap és Vignory.

## Municipis
- Annéville-la-Prairie
- Bologne
- Daillancourt
- Froncles
- La Genevroye
- Guindrecourt-sur-Blaise
- Lamancine
- Marbéville
- Mirbel
- Ormoy-lès-Sexfontaines
- Oudincourt
- Soncourt-sur-Marne
- Viéville
- Vignory
- Vouécourt
- Vraincourt

## Història
| Data d'elecció                           | Identitat           | Partit        | Qualitat |
| ---------------------------------------- | ------------------- | ------------- | -------- |
| 1945-1961                                | M. Kauffmann        | Divers droite |          |
| 1961-1967                                | Maurice Paillot     | Radical       |          |
| 1967-1979                                | M. Humbert          | Divers droite |          |
| 1979-1985                                | Jean-Charles Popko  | PS            |          |
| 1985-1998                                | Jean-Pierre Humbert | Divers droite |          |
| 1998-                                    | Denis Maillot       | PS            |          |
| les dades anteriors no són pas conegudes |                     |               |          |
|                                          |                     |               |          |

## Demografia
| A partir de 1990: Població sense dobles comptes |